# 张祖同
張祖同（1838年—1905年），字雨珊，號詞緣，湖南長沙府長沙縣人，清末湖湘詞壇人物，湖南新政時期實業家。

## 生平
清末大臣張百熙長兄。同治元年（1862年）壬戌恩科舉人。與楊恩壽齊名，王闓運稱“近代乃有楊蓬海（楊恩壽）與雨珊（張祖同）並驅，闓運不能驂靳”。
因在科舉及京城官場上不如意，光緒三年（1877年）歸里，以鄉紳身份積極參與湖南地方事務。在湖南新政時期，他與湖南巡撫陳寶箴、鄉紳王先謙、葉德輝、黃自元等交往密切。曾參與創建善記和豐火柴公司、湘裕煉銻公司、寶善成機器製造公司等實業。

## 著作
著有《湘雨樓詞》五卷，光緒十六年（1890年）王先謙選其作六十七首，成《湘雨樓詞鈔》一卷，輯入《詩餘偶鈔》（又稱《六家詞鈔》）。另著有《湘弦離恨譜》一卷、《湘雨樓詩》二卷、以及《湘雨樓詞話》一卷、《説文解字補逸》、《諏吉取正》二十五卷等。

## 家族
嗣子張式恭（字仲卣）。